# (5548) Thosharriot
(5548) Thosharriot es un asteroide perteneciente al cinturón de asteroides descubierto el 3 de octubre de 1980 por Zdeňka Vávrová desde el Observatorio Kleť, České Budějovice, República Checa.

## Designación y nombre
Designado provisionalmente como 1980 TH. Fue nombrado Thosharriot en honor a Thomas Harriot, que hizo el primer uso de un telescopio para registrar un objeto celeste con su dibujo de la luna de Syon House, cerca de Londres, el 26 de julio de 1609 (OS), varios meses antes de Galileo. Más conocido como matemático, Harriot ideó los símbolos "<" y ">".

## Características orbitales
Thosharriot está situado a una distancia media del Sol de 2,991 ua, pudiendo alejarse hasta 3,217 ua y acercarse hasta 2,766 ua. Su excentricidad es 0,075 y la inclinación orbital 9,971 grados. Emplea 1890,19 días en completar una órbita alrededor del Sol.

## Características físicas
La magnitud absoluta de Thosharriot es 12,4. Tiene 11,722 km de diámetro y su albedo se estima en 0,223. 